# Jarl Hulldén
Viking Jarl Hulldén (født 26. december 1885 i Helsinki, død 18. oktober 1913) var en finsk sejler, som deltog i OL 1912 i Stockholm.
Hulldén var med ved OL 1912 i 12-meter klassen i båden Heatherbell sammen med Ernst Krogius, Ferdinand Alfthan, Pekka Hartvall, Sigurd Juslén, Eino Sandelin og John Silén. I denne klasse deltog kun tre både, som dermed alle var sikret medaljer. Den norske båd Magda IX vandt begge sejladser og fik dermed guld, mens den svenske båd Erna Signe blev toer i begge sejladser og fik sølv, hvormed Hulldén og Heatherbell fik bronze.